# أونا مارتين
أونا مارتين (بالإنجليزية: Una Martin)‏‏ ( - ) طبيبة من المملكة المتحدة. هي أستاذة علم العقاقير الإكلينيكي ونائبرئيس الجامعة لشئون المساواة في جامعة برمنغهام. وهي خبيرة في ارتفاع ضغط الدم والرعاية الصحية المُتنقلة. هي زميلة الجمعية الدوائية البريطانية.